# ファイトリーグ
『ファイトリーグ』（Fight League）は、株式会社ミクシィ内のスタジオ「XFLAG」より配信されていたiOS・Android用ゲームアプリ。基本プレイ無料（アイテム課金制）。サービス期間は2017年6月22日 - 2020年3月31日。
キャッチコピーは『BE THE BEST TOGETHER　オマエと一緒に頂点へ』で、コピーで示されるように2人協力プレイに重点を置いている。後により「友達とワイワイ楽しめるバトルエンターテイメントを提供すべく、友達と対戦したり、友達の試合を観戦して楽しい機能も提案していく」という方針のもと、『知が騒ぐ。12マスの頭脳戦。』となった。

## 来歴
2017年6月22日に日本・韓国・台湾・香港・マカオ・カナダにてサービスを開始。
2018年6月28日に大型アップデート。ファイターだけでなくアイテムなどが手に入るガチャで使用するチケット、時間制限付きで手に入れていないファイターをレンタルできるレンタルメダル、ほかのプレイヤー達のバトルが観戦できるバトル観戦が導入された。また、全ファイターにファイターストーリーというプロフィールのような説明も加えられ、ファイターたちの物語を知ることができる。
2019年3月1日にVer.3.0アップデート。「ゲーム中の序盤で手札によって早々に勝敗が決まってしまう」「"強いファイターが一時的に環境の多くを占めてしまう」などというプレイヤー達の意見を参考に調整を加えた。バトル開始時に使用する手札を2パターンから選んでバトルができるようになるスタートピック機能、デッキに編成したファイターによって、リーダーのHPが最大で3500までアップするリーダーHPボーナスが登場。
2020年3月31日をもってサービスを終了した。

## ゲームシステム
ゲームは10人のファイターでチームを組み、4×3マスのフィールドにファイターを配置して、矢印アーツで相手ファイターを攻撃していく。そして味方チームのリーダーが倒れる前に相手チームのリーダーを撃破すれば勝利となる。 
ルール自体はボードゲームやカードゲームに近く、ファイターごとに決まった矢印アーツで攻撃や味方とのチェインを行っていく戦略ゲームであるが、2人協力プレイでタッグしている相方のファイターも使用可能である。 
また、本作はファイターの育成要素がなくカードゲームに近い感覚でプレイできるのも特徴。また、対人戦に重点を置いており、最終的に全世界のプレイヤーと対戦できるようになる。
ファイターは対人戦やガチャなどで入手でき、入手済みのファイターが排出された場合はセンスが上昇する。 センスが上昇するほどクリティカルが発生しやすくなる。また、一部ファイターには「ファイトスピリッツ」というアイテムを5つ消費して外見だけではなく性能も変わる「スタイルチェンジ」が設定されている。
ゲーム中の実況は立木文彦が担当している。

## ブランド
それぞれのブランドには「ファイター」と呼ばれるキャラクターが存在する。デザイナーによると1人のファイターが完成するまで約1.5ヶ月かかると言った。

### 十八番街
キャッチコピーは『俺の十八番を魅せてやる!』。説明は「この街で、祭囃子を奏でれば、喧嘩花火が打ち上がる! いざ舞い踊れ、やれ遊べ! 今宵の宴を彩るは、粋に傾いた闘士達!」。
過去と未来が入り混じる和テイストの世界観を持つブランド。十八番街の住人たちは文化や伝統を自らの十八番としている。ニャニャコロビ（声 - 夏怜）というネコと達磨を融合した生き物が登場しており、このゲームのマスコットになっている。英語表記は「18th Avenue」。
攻守ともにバランスの取れたオールラウンドタイプのブランド。召喚スキルを持つファイターがおり、ニャニャコロビだけでなくガマ衛門や魂きつねを召喚するスキルを持つファイターもいる。
看板ファイターは十八番街のヤジ（声 - 阿部茂雄）。相棒の剣玉（声 - 谷口博昭）は父の十八番街の傾奇者 ゴドウ（声 - 山本兼平）から受け継いだもの。狐の面は深い理由があるらしい。母親は秘境の預言者 コトハ（声 - 深田愛衣）。スタイルチェンジすると十八番街の傾奇者 ヤジとなる。チュー右衛門（声 - 菊池勇成）の師匠で水蓮寺・ルーシー・葵（声 - 島田愛野）の幼馴染。

### GGG
キャッチコピーは『NO TECH,NO LIFE.』。説明は「この好奇心は止められない 試してみてから考えよう 叡智のギアを重ねれば Gの鼓動が脈を打つ! 我ら機巧の創造主!」。
オーバーテクノロジーの世界観を持つブランド。それぞれのファイターは機械などをモチーフにしている。階層が存在しており、上層が「フューチャー」、中層が「モダン」、下層が「レトロ」に分かれ、それぞれ独自の文化を形成している。「GGG」とは「Gear Gadget Generators」の略称。
低めの攻撃力ながら長射アーツ攻撃と支援スキルを持つファイターが多いテクニックタイプのブランド。
看板ファイターはアジャスト・レンチ（声 - 矢野優美華）。伝説的なメカニック、アジャスト・ボルト（声 - 辻親八）を祖父に持つ16歳の女の子で、祖父から機械いじりのノウハウを叩き込まれて極度の機械フリークに育った熱血少女というキャラ設定がある。スタイルチェンジするとアジャスト・G・レンチとなる。ファイターであるGuide-ロボット ジジ（声 - 菊池勇成）はレンチが中学生の時に卒業制作作品として作られたロボット。泣き虫メモリん（声 - 集貝はな）、オートクリーナー マチ（声 - 集貝はな）、潔癖スイーパー クリナは同級生である。

### アスリートクリーチャーズ
キャッチコピーは『ONE FOR ALL,ALL FOR FIGHT.』。説明は「限界なんてぶち壊せ 記録も記憶も塗り替えろ! 轟く野生の咆哮が 勝利の意思を加速する!」。
動物や獣人たちがスポーツ選手として活躍している世界観を持つブランド。開発初期段階では人間に獣耳や尻尾が生えた擬人化キャラをイメージしていたが、いっそのこと動物にしたほうがいいと決まったとゲーム開発に参加した社員が語っている。英語表記は「ATHLETE CREATURES」。
チェインアーツが苦手ながら攻撃力に特化したパワータイプのブランド。
看板ファイターはリンクス@PG（声 - 阿部茂雄）。憧れの先輩である黒豹猛襲ダンカー ブラック（声 - 川上晃二）に近づくためにバスケの練習を頑張る、学生バスケットリーグの花形ポイントガードのオオヤマネコの男の子。スタイルチェンジするとリンクス@PFとなる。フィールドホッケーの選手であるイタチの男の子の杖球スイーパー ウィーゼル（声 - 橋本祐樹）のマブダチというキャラ設定がある。そういうこともあってウィーゼルもバスケが得意。ちなみにオオヤマネコは英語で「リンクス」と言い、英語表記は“Lynx”。また、マブダチ関係の「杖球スイーパー ウィーゼル」の「ウィーゼル」という名前はイタチの英訳であり、表記は“Weasel”。

### Justice Professionals
キャッチコピーは『さぁ、出勤だ!』。説明は「正義か悪かはナンセンス 行動のみで己を語れ 揺るがぬ意思を貫けば 誰もが戦うヒーローだ 今日も誰かが呼んでいる さぁ、出勤だ!」。
職業をヒーローにした世界観を持つブランド。ヒーローとヴィランに分かれているが、それぞれ自らの仕事に誇りを持っている。
高いHPとチェインしやすいアーツが特徴で、ピンチになると強化する効果を発揮する堅守タイプのブランド。
看板ファイターはチーフオフィサーJ（声 - 熊本健太）。とある会社の営業成績トップの営業課長で、怖くて厳しい女CEOであるミス プレジデント（声 - 紺乃みん）の下で営業活動に励んでいるキャラ設定がある。スタイルチェンジするとエージェント J9となる。

### TOYS of the DEAD
キャッチコピーは『夜が来たよ!一緒に遊ぼ!?』。説明は「どこからともなく聞こえ出す 陽気で愉快な笑い声 夜な夜な賑わうおもちゃ箱 無邪気で純粋、ちょっぴり怖い ホラホラ!パーティーがはじまるよ!」。
玩具とホラーを融合させた世界観を持つブランド。この世界に漂う死者の魂はTOYS教会が管理しており、シカバネの姫君が乗り移るべきおもちゃを魂たちに割り当てている。オバケン（声 - 山田知佳）というマスコットが登場しており、まだおもちゃに乗り移っていない魂の状態である。
高い攻撃力と長射アーツを持つがHPが低くファイターを代償としてファイターを強化するトリッキータイプのブランド。
看板ファイターはシカバネの姫君（声 - 入江麻衣子）。TOYSの魂の管理人。骸骨の担当声優は菊池勇成。スタイルチェンジするとシカバネの姫君 白ノ武葬となる。

### モンスターストライク
キャッチコピーは『モンスターストライク、FLに参戦!』『Monsters Meet the Fighters!』。説明は「ファイトリーグの舞台では、アビリティも友情コンボもストライクショットもない!だからどうした?お前たちのルールで最強の座を奪ってやる!」「引っぱることはできずとも、ヤジルシならばこっちが元祖。最強を語るのは、我らを倒してからにしろ!」。
2019年8月15日より、新たなブランドとしてモンストのキャラが登場。ブランドシンボルはモンストのマスコットのオラゴン。
敵メンバーの処理に特化したフレキシブルタイプのブランド。
看板ファイターは反逆の堕天使 ルシファー（声 - 荻野葉月）。

### フリーランス
上記のブランドにも属することができるブランド。

## 開発
本作は、スマートフォン向けの大衆化を目的として開発され、その要素として「シンプルであると同時に奥深さも持たせること」「誰もが夢中に楽しめるサービスに育てること」「対戦ゲームが苦手な人を巻き込むこと」が重要視された。
『モンスターストライク』に開発ディレクターを務めた楠井大地が本作のプロデューサーに就任した。
楠井はプロデューサーに立候補した理由について、「本作のゲーム部分の検討を進める中で、『モンスト』でビリヤードのようなシステムをひらめいた時と同じ感覚に襲われた。同様の経験は他の新規ゲームの構想を建てた時には得られなかったので、本作のプロジェクトの全責任を自分で持ちたいと思った」と社内インタビューの中で述べている。

## Webアニメ
『ファイトリーグ ギア・ガジェット・ジェネレーターズ』のタイトルで、2019年2月14日より8月8日までYouTubeチャンネル「XFLAG ANIME」にて配信された。ナレーションは立木文彦。ゲームの方でも配信後にアニメサイドストーリーを展開。

### 登場人物

#### ボルテックス（Voltechs）
アジャスト・レンチ
声 - 潘めぐみ
- スタイルチェンジ - アジャスト・G・レンチ
- スタイルチェンジバースト - A・レンチ マックストルク Re
- ガジェット - レンチ

チームリーダー。仲間想いかつ熱血漢でポジティブな性格。ファイトリーグ出場権を獲得するためにGGGカップに挑んでいる。スーパーロボットアニメ「機甲騎士ガンバル」の大ファン。
クローム・モノクロム
声 - 茅野愛衣
- ガジェット - ???

潔癖スイーパー クリナ
声 - M・A・O
- スタイルチェンジ - 高潔スパイラル クリナ
- ガジェット - ハンディクリーナー

チームメンバー。きっちりした性格のボルテックスのお姉さん的存在。食べかすをすぐハンディクリーナーで掃除する綺麗好きな一方でドジっ子な一面を持つ。
オートクリーナー マチ
声 - 村上奈津実
- スタイルチェンジ - ラッシュクリーナー マチ
- ガジェット - ロボット掃除機

チームメンバー。明るい性格で、チーム内のやりとりにオーバーリアクションでツッコむことがある。
カラビナ・フィックス
声 - 大橋彩香
- ガジェット - カラビナ

チームメンバー。ワイヤードの姉。負けず嫌いで男気溢れる性格をしており、チームの勝利の為ならどんな犠牲も厭わない。
ワイヤード・フィックス
声 - 大地葉
- ガジェット - ワイヤー

チームメンバー。カラビナの弟。姉とは対照的に物静かな性格だが、内に秘めた情熱は強い。

#### キュー・イー・ディー（Q.E.D.）
プロフェッサー・パイ
声 - 伊藤静
- スタイルチェンジ - 深円を覗く者 パイ
- ガジェット - コンパス

ピアーズ・ネイルガン
声 - 戸松遥
- ガジェット - 釘打ち機

スニップ・トワイス
声 - 井口裕香
- ガジェット - ハサミ

深謀のリアリスト ヴィブラ
声 - 小林裕介
- ガジェット - はつり機

超感度監視官 マルチ・アイ
声 - 春野杏
- ガジェット - 監視カメラ

GGG元受付担当。

#### クロックワーク・パラドクス（Clockwork Paradox）
零刻なウォッチャー リューズ
声 - 山岡ゆり
- ガジェット - 懐中時計

スウェン・サーチフィールド
声 - 田丸篤志
- ガジェット - 方位磁石

熱闘戦士 ケトラー
声 - 杉崎亮
- ガジェット - やかん

ラジボーイ FAM
声 - 山本祥太
- スタイルチェンジ - ラジボーイ Stay Tuned（ステイ・チューン）
- ガジェット - ラジオ

イリーガル鍵っ娘 ピッキー
声 - 吉咲みゆ
- ガジェット - 鍵

#### ヴェノミマス（Venomymous）
フリックコマンダー PH-1
声 - 松井暁波
- ガジェット - スマホ

チームリーダー。相手を調子に乗らせて叩きのめすドSな性格。
スモーキー・スネーク・シーシャ
声 - 高塚智人
- ガジェット - 水煙管

チームメンバー。普段はけだるげだが、PH-1の作戦には従う。
ハイパワー洗浄KID アイリス
声 - 富田美憂
- ガジェット - 高圧洗浄機

チーム最年少メンバー。
ミスティ・ジェット
声 - 千本木彩花
- ガジェット - 霧吹き

オイルポンパー チュルチュル
声 - 相馬康一
- ガジェット - 灯油ポンプ

#### ジージージーセキュリティフォース（GGGSF）
ジェネラル・バイス
声 - 玄田哲章
- ガジェット - 万力

切り込み隊長 カッティ
声 - 藤原夏海
- ガジェット - 電動カッター

ドッグロイドを従えるGGGSF軍曹。
GX-17 ガーディアンバール
- ガジェット - バール

十式人型決闘兵器 エイミー
声 - 茅原実里
- スタイルチェンジ - 十式防衛兵器 プロトエイミー
- ガジェット - 十徳ナイフ

チビミー
声 - 茅原実里
第110番小隊 通信兵リン
声 - 石見舞菜香
- ガジェット - 黒電話

ドッグロイド
- ガジェット - 犬型ロボ

量産型の犬型ロボット。

#### テックスメックス（Techs Mechs）
スパナ
声 - 豊口めぐみ
- 現役時代 - 機巧の探究者 スパナ

元テックスメックスメンバー。
ゴルドブラッド
声 - 加藤将之
- 現役時代 - フライヤー・ゴルドブラッド

元テックスメックスメンバー。

#### その他（Others）
ボルト
声 - 辻親八、細谷佳正（若い頃）
- 現役時代 - 規格外の機才 ボルト
- ガジェット - レンチ

レンチの祖父。不愛想な性格で、機械をいじり始めると周りが見えなくなる。元テックスメックスメンバー。
ジジ
声 - 菊池勇成
- ガジェット - ガイドロボット

レンチのガイドロボット。
実況
声 - 柳田淳一
GGGカップの実況。
ガンバルの主人公
声 - 島﨑信長
ロボットアニメ『機甲騎士ガンバル』の熱血主人公。
電脳戦士 アーカイブ
声 - 児玉卓也
- ガジェット - 電子辞書

パイの友人。
フレッシュウェーブ アンテ
声 - 久保ユリカ
- ガジェット - アンテナ

スティッキー・ジェット
声 - 関香澄
アニメサイドストーリー登場。ミスティ・ジェットの弟。
泣き虫メモリん
声 - 集貝はな
アニメサイドストーリー登場。
エイリアスの紳士
声 - 興津和幸
十八番街のヤジ
声 - 阿部茂雄
ラストカットに登場。

### スタッフ
- 原作 - ファイトリーグ（XLAG）
- 監督 - 中島大輔
- 企画 - 多留幸祐（XLAG）
- 企画 - 冨岡淳広
- 原作監修 - 山本直輝（XLAG）
- アニメーションキャラクターデザイン - 石田智子、鈴木幸江、西村聡
- ゲストキャラクターデザイン - 稲吉智重
- ゲストメカニックデザイン - 寺島慎也
- 美術監督 - 中村典史
- 色彩設計 - 柴田亜紀子
- 撮影監督 - 貞松寿幸
- 編集 - 小守真由美
- CGディレクター - 佐藤光裕、赤塚慎一（サンライズD.I.D.スタジオ）
- CGプロデューサー - 井上喜一郎（サンライズD.I.D.スタジオ）
- サウンドプロデューサー - TeddyLoid
- 音響監督 - 明田川仁
- 制作 - BNPictures
- 製作 - XFLAG

### 主題歌
オープニングテーマ「Winners feat. Reol & Giga」
作詞 - Reol / 作曲 - TeddyLoid、Giga / 歌 - Reol、Giga
エンディングテーマ「N.U.L.L. feat. kradness (Ver.GGG)」
作詞・歌 - kradness / 作曲 - TeddyLoid

### 各話リスト
| 話数    | サブタイトル               | 脚本     | 絵コンテ   | 演出     | 作画監督                                       | メカ作画監督 | 総作画監督        | 配信日         |
| ------- | -------------------------- | -------- | ---------- | -------- | ---------------------------------------------- | ------------ | ----------------- | -------------- |
| #1      | アジャスト・レンチ         | 冨岡淳広 | 中島大輔   | 中島大輔 | 百島加奈                                       | 西村聡       | 石田智子 鈴木幸江 | 2019年 2月14日 |
| #2      | マネしないでよ！           | 冨岡淳広 | 中島大輔   | 中島大輔 | 百島加奈                                       | 西村聡       | 石田智子 鈴木幸江 | 2月21日        |
| #3      | 戦いの算定者               | 立原正輝 | 町谷俊輔   | 野亦則行 | 加藤洋人                                       | 西村聡       | 石田智子 鈴木幸江 | 2月28日        |
| #4      | ナカマをミシュテニャイ     | 立原正輝 | 町谷俊輔   | 野亦則行 | 加藤洋人                                       | 西村聡       | 石田智子 鈴木幸江 | 3月7日         |
| #5      | クロームのおつかい         | 萬代耕士 | 馬引圭     | 馬引圭   | 大浦藍子                                       | 西村聡       | 石田智子 鈴木幸江 | 3月14日        |
| #6      | 時の支配者                 | 雑破業   | 吉田りさこ | 榎本守   | 石川愛理                                       | 西村聡       | 石田智子 鈴木幸江 | 3月21日        |
| #7      | スタイルチェンジ！         | 雑破業   | 吉田りさこ | 榎本守   | 石川愛理                                       | 西村聡       | 石田智子 鈴木幸江 | 3月28日        |
| #8      | 本気でやってないもん！     | 萬代耕士 | 馬引圭     | 馬引圭   | 大浦藍子                                       | 西村聡       | 石田智子 鈴木幸江 | 4月4日         |
| #9      | 秩序の番人                 | 冨岡淳広 | 重田敦司   | 平沼加名 | 松原一之                                       | 西村聡       | 石田智子 鈴木幸江 | 4月11日        |
| #10     | チートすぎんだろ           | 冨岡淳広 | 重田敦司   | 平沼加名 | 江森真理子                                     | 西村聡       | 石田智子 鈴木幸江 | 4月18日        |
| #11     | 襲撃者エイミー             | 立原正輝 | 北村真咲   | 児谷直樹 | 秋津達哉                                       | 西村聡       | 石田智子 鈴木幸江 | 4月25日        |
| #12     | テックスメックス           | 雑破業   | 町谷俊輔   | 児谷直樹 | 加藤洋人                                       | 西村聡       | 石田智子 鈴木幸江 | 5月2日         |
| #13     | 二人きりの逢瀬             | 雑破業   | 野亦則行   | 野亦則行 | 西島加奈                                       | 西村聡       | 石田智子 鈴木幸江 | 5月9日         |
| #14     | アジャスト・G・レンチ      | 雑破業   | 野亦則行   | 野亦則行 | 三浦春樹                                       | 西村聡       | 石田智子 鈴木幸江 | 5月16日        |
| #15     | 爆走少女                   | 萬代耕士 | 町谷俊輔   | 町谷俊輔 | 稲吉智重                                       | 西村聡       | 石田智子 鈴木幸江 | 5月23日        |
| #16     | 衝撃のナンバー             | 萬代耕士 | 町谷俊輔   | 町谷俊輔 | 稲吉智重                                       | 西村聡       | 石田智子 鈴木幸江 | 5月30日        |
| #17     | フレッシュだからな         | 冨岡淳広 | 馬引圭     | 馬引圭   | 河野敏弥 板倉和弘 大浦藍子 小金丸篤美 鈴木幸江 | 西村聡       | 石田智子 鈴木幸江 | 6月6日         |
| #18     | 守護者エイミー             | 冨岡淳広 | 重田敦司   | 馬引圭   | 松原一之 小金丸篤美                            | 西村聡       | 石田智子 鈴木幸江 | 6月13日        |
| #19     | レンチの想い               | 萬代耕士 | 重田敦司   | 榎本守   | 石川愛理                                       | 西村聡       | 石田智子 鈴木幸江 | 6月20日        |
| #20     | AA01号                     | 萬代耕士 | 重田敦司   | 榎本守   | 江森真理子                                     | 西村聡       | 石田智子 鈴木幸江 | 6月27日        |
| #21     | 大っ嫌いだ                 | 冨岡淳広 | 吉田りさこ | 平沼加名 | 加藤洋人                                       | 西村聡       | 石田智子 鈴木幸江 | 7月4日         |
| #22     | 番人は譲らず               | 冨岡淳広 | 吉田りさこ | 平沼加名 | 加藤洋人                                       | 西村聡       | 石田智子 鈴木幸江 | 7月11日        |
| #23     | A・レンチ マックストルク   | 冨岡淳広 | 町谷俊輔   | 児谷直樹 | 西島加奈                                       | 西村聡       | 石田智子 鈴木幸江 | 7月18日        |
| #24     | 絆を結んで                 | 冨岡淳広 | 町谷俊輔   | 児谷直樹 | 三浦春樹 城前龍治 西島加奈 加藤洋人            | 西村聡       | 石田智子 鈴木幸江 | 7月25日        |
| #25     | NO TECH                    | 冨岡淳広 | 中島大輔   | 中島大輔 | 稲吉智重                                       | 西村聡       | 石田智子 鈴木幸江 | 8月1日         |
| #最終話 | スクラップ・アンド・ビルド | 冨岡淳広 | 中島大輔   | 中島大輔 | 石田智子 鈴木幸江                              | 西村聡       | -                 | 8月8日         |

### アニメサイドストーリー
| 話数   | サブタイトル                           | ステージ | アップデート   |
| ------ | -------------------------------------- | --- | -------------- |
| 第0話  | はじまる！アニメ・ファイトリーグ！     | 0-1「GGGカップ 開催！」0-2「カラビナ&ワイヤード！」0-3「私たちがボルテックスだ！」                                                                                 | 2019年 2月12日 |
| 第1話  | おしえて！ファイトリーグ「初級編」     | 1-1「何事も最初が肝心！」1-2「心のネジを締めなおせ！」1-3「私のライバル！」                                                                                        | 2月14日        |
| 第2話  | おしえて！ファイトリーグ「ブランド編」 | 2-1「和風かスポーティか、それが問題だ」2-2「ヒーローとヴィラン、そして謎の存在」2-3「ガジェットにロマンを感じるあなたなら」                                        | 2月21日        |
| 第3話  | ピアーズはライバル！                   | 3-1「ゆずれない！」3-2「負けない！」3-3「限界を超えてゆけ！」 | 2月28日        |
| 第4話  | Q.E.D.〜パイの論理〜                   | 4-1「まずは正しく問題を把握する」4-2「目的を明確にして実験を行う」4-3「予期せぬ結果が好奇心を刺激する」                                                            | 3月7日         |
| 第5話  | スニップは妄想する                     | 5-1「パイとアーカイブ」5-2「秘密の関係」5-3「告白」 | 3月14日        |
| 第6話  | リューズのお茶会                       | 6-1「リューズのおもてなし」6-2「ケトラーは沸騰する」6-3「あの人も沸騰する」                                                                                        | 3月21日        |
| 第7話  | クリナ様にあやかりたい！               | 7-1「困った時のクリナ頼み」7-2「カラビナ根性論」7-3「パイの特別講座」                                                                                              | 3月28日        |
| 第8話  | PH-1といっしょ                         | 8-1「お友達になりましょう♪」8-2「仏の顔も三度まで」8-3「邪悪なる三人の友達」                                                                                       | 4月4日         |
| 第9話  | 逃げ出せ！通信兵リン                   | 9-1「捕獲されたであります！」9-2「マルチ・アイさん、助けてください！」9-3「嵐を呼ぶクロームさん！」                                                                | 4月11日        |
| 第10話 | GGGSF 体験入隊                         | 10-1「訓練を開始する！」10-2「まだまだ、ここからが本番だ！」10-3「いい調子だ、最後まで気を抜くな！」                                                               | 4月18日        |
| 第11話 | 怪盗ピッキー現る！                     | 11-1「クイズの時間です」11-2「アイツのハートをアンロック！」11-3「私に盗れないものはない！」                                                                       | 4月25日        |
| 第12話 | ボルテックス結成秘話                   | 12-1「むかしみたいに」12-2「チームを作るよ！」12-3「それぞれの決意」                                                                                               | 5月2日         |
| 第13話 | ジジに花束を                           | 13-1「夢はきっと叶う」13-2「夢のような時間」13-3「夢なら覚めないで」                                                                                               | 5月9日         |
| 第14話 | ゴルドブラッド日記                     | 14-1「私は嘘をつきました」14-2「あの名で私を呼んで」14-3「或るヒューマン・ガジェットの告白」                                                                       | 5月16日        |
| 第15話 | マチのゴンドラ・マッチ！               | 15-1「vs アイリス」15-2「vs ミスティ」15-3「vs チュルチュル」 | 5月23日        |
| 第16話 | パーフェクト・エイミー                 | 16-1「パーフェクト・エイミー始動します」16-2「パーフェクトな分析、お見せします」16-3「やはり私はパーフェクト」                                                     | 5月30日        |
| 第17話 | アンテの履歴書                         | 17-1「ヴェノミマス面接」17-2「あなたの特技はなんですか？」17-3「ヤバすぎる新人」                                                                                   | 6月6日         |
| 第18話 | ノリノリギャングエイジ、スティッキー   | 18-1「謎の少年、登場！」18-2「弟、奇襲！」18-3「姉、参戦！」 | 6月13日        |
| 第19話 | ヴィブラ:episode 0                     | 19-1「新入り」19-2「GGGSFの初仕事」19-3「お前の信じる正義はなんだ？」                                                                                              | 6月20日        |
| 第20話 | シーシャのイケメングランプリ！         | 20-1「ベスト4！vsスウェン」20-2「準決勝！vsケトラー」20-3「決勝！vsガンバル！？」                                                                                  | 6月27日        |
| 第21話 | 時をかけるボルト！                     | 21-1「過去からアイツがやってきた」21-2「気づかれた！？」21-3「アイツらもやってきた！」                                                                             | 7月4日         |
| 第22話 | フード・ファイターズ！                 | 22-1「エントリー！」22-2「スタート！」22-3「ラストスパート！」 | 7月11日        |
| 第23話 | レトロ街のディープな夜                 | 23-1「あなたのお悩み解決します」23-2「迷えるロボットたち」23-3「愛を叫ぶ」                                                                                         | 7月18日        |
| 第24話 | メモりんのメモリー                     | 24-1「遊びにいこうよ」24-2「憧れのひと」24-3「私の大切なともだち」                                                                                                 | 7月25日        |
| 第25話 | ガンバル祭り開催！                     | 25-1「開催・宣言」25-2「四神・参上」25-3「聖獣・復活」 | 8月1日         |
| 第26話 | ボルテックス・ガチンコバトル           | 26-1「遊びにいこうよ」26-2「VS ヴェノミマス！」26-3「VS Q.E.D！」26-4「VS クロックワーク・パラドクス！」26-5「VS GSF！」26-6「はじめよう！私たちのファイトリーグ」 | 8月8日         |